# Трбушница (Лозница)
Трбушница је насељено место града Лознице у Мачванском округу. Према попису из 2022. било је 779 становника. Најмлађи војник Првог светског рата, Момчило Гаврић, рођен је у овом селу.

## Демографија
У насељу Трбушница живи 826 пунолетних становника, а просечна старост становништва износи 36.2 година (34.9 код мушкараца и 37.6 код жена). У насељу има 307 домаћинстава, а просечан број чланова по домаћинству је 3.46.
Ово насеље је великим делом насељено Србима (према попису из 2002. године), а у последња три пописа, примећен је пад у броју становника.
|  |

| Демографија | Демографија | Демографија |
| Година      | Становника  | Становника  |
| ----------- | ----------- | ----------- |
| 1948.       | 1.326       |             |
| 1953.       | 1.460       |             |
| 1961.       | 2.276       |             |
| 1971.       | 2.579       |             |
| 1981.       | 1.780       |             |
| 1991.       | 1.745       | 1.711       |
| 2002.       | 1.061       | 1.076       |
| 2011.       | 836         |             |
| 2022.       | 779         |             |

| Етнички састав према попису из 2002.‍ | Етнички састав према попису из 2002.‍ | Етнички састав према попису из 2002.‍ | Етнички састав према попису из 2002.‍ | Етнички састав према попису из 2002.‍ |
| ------------------------------------ | ------------------------------------ | ------------------------------------ | ------------------------------------ | ------------------------------------ |
|                                      |                                      |                                      |                                      |                                      |
| Срби                                 | Срби                                 |                                      | 1.049                                | 98,86%                               |
| Југословени                          | Југословени                          |                                      | 5                                    | 0,47%                                |
| Црногорци                            | Црногорци                            |                                      | 1                                    | 0,09%                                |
| непознато                            | непознато                            |                                      | 5                                    | 0,47%                                |

| Година пописа     | 1948. | 1953. | 1961. | 1971. | 1981. | 1991. | 2002. |
| ----------------- | ----- | ----- | ----- | ----- | ----- | ----- | ----- |
| Број домаћинстава | 233   | 285   | 554   | 641   | 488   | 460   | 307   |

| Број чланова      | 1  | 2  | 3  | 4  | 5  | 6  | 7 | 8 | 9 | 10 и више | Просек |
| ----------------- | -- | -- | -- | -- | -- | -- | - | - | - | --------- | ------ |
| Број домаћинстава | 43 | 60 | 48 | 74 | 47 | 27 | 6 | 0 | 1 | 1         | 3,46   |

| Пол    | Укупно | Неожењен/Неудата | Ожењен/Удата | Удовац/Удовица | Разведен/Разведена | Непознато |
| ------ | ------ | ---------------- | ------------ | -------------- | ------------------ | --------- |
| Мушки  | 434    | 140              | 268          | 18             | 7                  | 1         |
| Женски | 439    | 86               | 266          | 76             | 8                  | 3         |
| УКУПНО | 873    | 226              | 534          | 94             | 15                 | 4         |

| Пол    | Укупно                    | Пољопривреда, лов и шумарство | Рибарство                            | Вађење руде и камена | Прерађивачка индустрија       |
| ------ | ------------------------- | ----------------------------- | ------------------------------------ | -------------------- | ----------------------------- |
| Мушки  | 223                       | 16                            | 0                                    | 2                    | 100                           |
| Женски | 90                        | 17                            | 0                                    | 0                    | 18                            |
| УКУПНО | 313                       | 33                            | 0                                    | 2                    | 118                           |
| Пол    | Производња и снабдевање   | Грађевинарство                | Трговина                             | Хотели и ресторани   | Саобраћај, складиштење и везе |
| Мушки  | 24                        | 22                            | 14                                   | 5                    | 12                            |
| Женски | 3                         | 2                             | 15                                   | 15                   | 1                             |
| УКУПНО | 27                        | 24                            | 29                                   | 20                   | 13                            |
| Пол    | Финансијско посредовање   | Некретнине                    | Државна управа и одбрана             | Образовање           | Здравствени и социјални рад   |
| Мушки  | 0                         | 1                             | 4                                    | 1                    | 2                             |
| Женски | 0                         | 1                             | 0                                    | 2                    | 7                             |
| УКУПНО | 0                         | 2                             | 4                                    | 3                    | 9                             |
| Пол    | Остале услужне активности | Приватна домаћинства          | Екстериторијалне организације и тела | Непознато            | Непознато                     |
| Мушки  | 2                         | 0                             | 0                                    | 18                   | 18                            |
| Женски | 2                         | 0                             | 0                                    | 7                    | 7                             |
| УКУПНО | 4                         | 0                             | 0                                    | 25                   | 25                            |

## Познате личности
- Момчило Гаврић
- Милисав Секулић